# Casares
Pour l’article homonyme, voir Casares (homonymie).
Casares est une commune de la province de Malaga, dans la communauté autonome d'Andalousie, en Espagne.

## Géographie

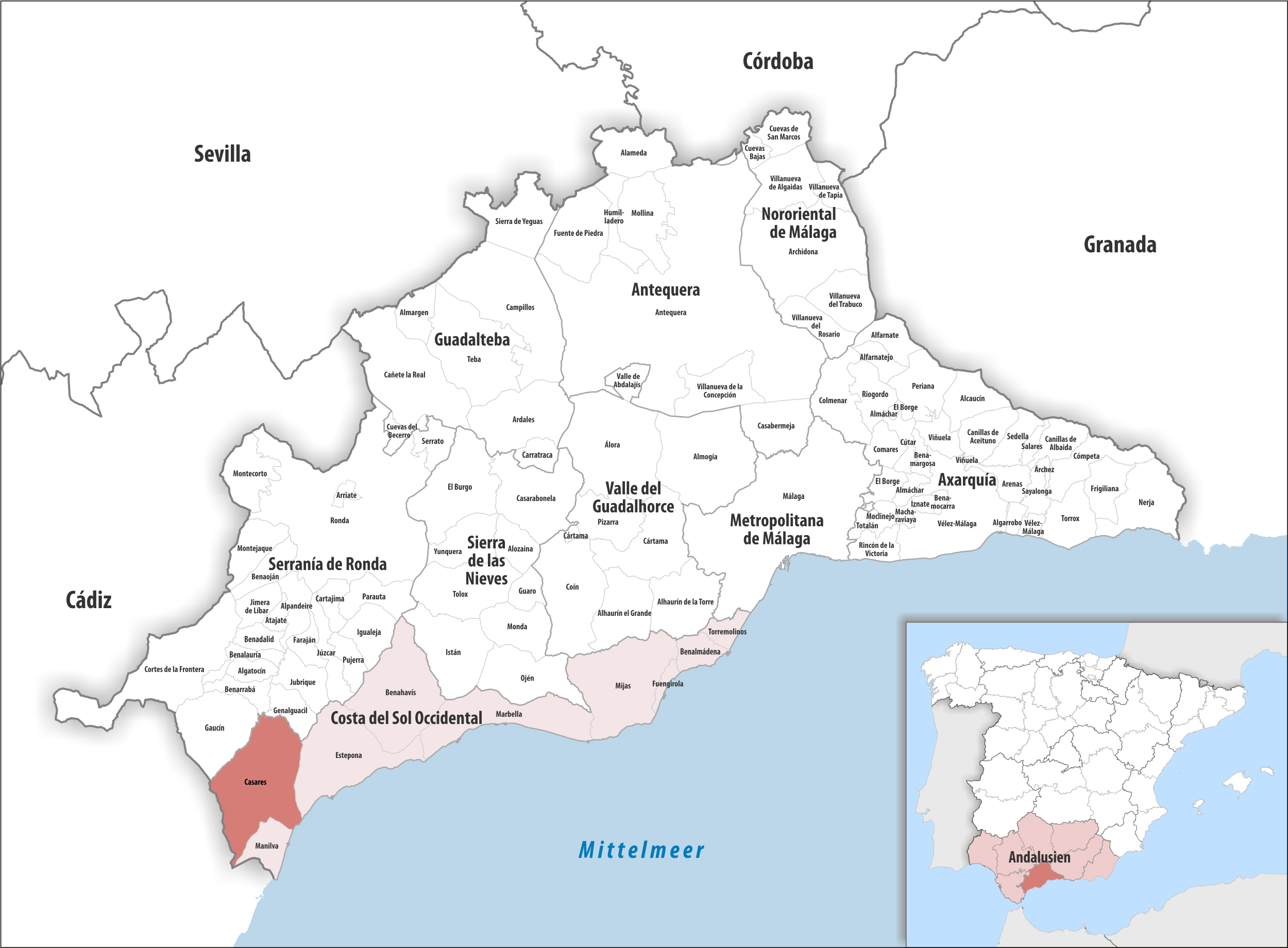
Casares dans la province de Malaga / en Andalousie

### Localisation
La commune de Casares se trouve dans la pointe ouest de la comarque de Costa del Sol Occidental, province de Malaga, en Andalousie.
Malaga est à 101 km nord-est ;
Gibraltar à 47 km sud ; 
Algésiras à 50 km sud-sud-ouest.
Le village est accroché à un piton montagneux et dominé par un château arabe, d'où l'on peut voir par beau temps le rocher de Gibraltar.

### Communes voisines
Jimena de la Frontera

## Histoire
L'origine de Casares remonte au temps des Phéniciens.

## Culture locale et patrimoine

### Lieux et monuments
- La maison natale de Blas Infante, devenue un musée.

### Personnalités liées à la commune
- Blas Infante (1885-1936) : écrivain et nationaliste andalou né à Casares.